# Östgötakuriren (1883)
Vadstenatidningen Östgöta-Kuriren var en dagstidning utgiven i Vadstena från 3 december 1883 till 30 november 1901. 
Vadstenatidningen utgick ur titeln 1 november 1890. Tillägget i titeln Tidning för vestra Östergötland  fanns hela tiden.

## Redaktion
I Vadstena redigerades tidningen hela utgivningen. Bland medarbetarna kan nämnas Karl Fredrik Hwarfner 1886- 1887, Knut Lundhquist, som var redaktionssekreterare 1895 till sin död 17 april 1897, och Anna Katarina Hallman-Knös under mars till september 1897. Tidningen publicerades först 3 dagar i veckan måndag, onsdag och fredag sedan från december 1884 tisdag, torsdag och lördag. Politisk tendensen i tidningen var  frisinnat konservativ.
Tidningen hade periodiskt en oregelbunden allmän bilaga under utgivningen utan särskild beteckning.
| Period                 | Ansvarig utgivare        | Titel                      | Period                 | Redaktör                 |
| 1883-10-11-1890-10-10  | Peterson,Gustaf Reinhold | Litteratör                 | 1883-10-11-1890-10-10  | Peterson,Gustaf Reinhold |
| 1890-10-11-1894-02-14  | Nilsson,Hans             | vice komminister           | 1890-10-11--1893-08-03 | Nilsson,Hans             |
| 1894-02-15--1901-11-30 | Lundberg, Anders Vilhelm | rektorn, filosofie doktorn | 1893-08-03-1901-11-30  | Lundberg, Anders Vilhelm |

## Tryckning
Tryckeri  var Östgöta-kurirens boktryckeri i Vadstena som använde antikva hela tiden. Tidningen trycktes på stora satsytor 52 x 37 cm som minst. Upplagan är okänd men tidningen hade 4 sidor hela utgivningen. Svart var enda tryckfärgen. Priset var 6 kronor 1883 -1885 men sjönk och var bara 3 kronor 1898-1901.